# (3345) Tarkovskij
(3345) Tarkovskij es un asteroide perteneciente al cinturón de asteroides, descubierto el 23 de diciembre de 1982 por Liudmila Karachkina desde el Observatorio Astrofísico de Crimea (República de Crimea).

## Designación y nombre
Designado provisionalmente como 1982 YC1. Fue nombrado Tarkovskij en honor al director de cine y teatro soviético Andrei Tarkovski Arsenjeviĉ.